# 75972 Huddleston
75972 Huddleston este o planetă minoră (asteroid), cu un diametru de 6,655 km, din centura de asteroizi. A fost descoperită pe 7 februarie 2000 la Catalina Station⁠(d) de Catalina Sky Survey. 
Obiectul prezintă o orbită caracterizată de o semiaxă mare de 3,1172577680095 UAi, o excentricitate de 0,15947273709223, o înclinație de 9,6698169566588 ° în raport cu ecliptica.